# 宽带海蛳螺
宽带海蛳螺（学名：Papyriscala latifasciata），是异腹足目海蛳螺科Papyriscala的一种。主要分布于中国大陆、台湾，常栖息在潮下带。